# Moa Landström
Moa Landström (16 settembre 2005) è una sciatrice alpina svedese.

## Biografia
Specialista delle prove tecniche attiva dal novembre del 2021, Moa Landström ha esordito in Coppa Europa il 14 gennaio 2023 a Pozza di Fassa in slalom speciale (31ª) e in Coppa del Mondo l'11 novembre dello stesso anno a Levi nella medesima specialità, senza completare la gara; sempre in slalom speciale l'8 gennaio 2025 a Les Diablerets ha conquistato il primo podio in Coppa Europa (3ª). Ai Mondiali juniores di Tarvisio 2025 ha vinto la medaglia d'argento nella combinata a squadre: non ha preso parte a rassegne olimpiche o iridate.

## Palmarès

### Mondiali juniores
- 1 medaglia:
  - 1 argento (combinata a squadre a Tarvisio 2025)

### Coppa Europa
- Miglior piazzamento in classifica generale: 75ª nel 2025
- 1 podio:
  - 1 terzo posto

### Campionati svedesi
- 1 medaglia:
  - 1 argento (slalom gigante nel 2023)